# Artabotrys vietnamensis
Artabotrys vietnamensis är en kirimojaväxtart som beskrevs av Nguyên Tiên Bân. Artabotrys vietnamensis ingår i släktet Artabotrys och familjen kirimojaväxter. Inga underarter finns listade i Catalogue of Life.